# Bertil Ohlin
Bertil Gotthard Ohlin (Klippan, 23 aprile 1899 – Valadalen, 3 agosto 1979) è stato un economista e politico svedese, vincitore del Premio Nobel per l'economia nel 1977 insieme a James Meade "per il loro contributo pionieristico alla teoria del commercio internazionale e dei movimenti di capitali internazionali".
Fu professore di economia alla Scuola di Economia di Stoccolma (Handelshögskolan i Stockholm) dal 1929 al 1965. Inoltre, fu leader del Partito Popolare Liberale, di ispirazione socioliberale, dal 1944 al 1967, che era, all'epoca, il più grande partito dell'opposizione, durante il governo del Partito Socialdemocratico, e ministro del commercio tra 1944 e 1945. Sua figlia, Anne Wibble, fu ministro delle finanze, come membro del medesimo partito, nel periodo 1991 - 1994.
Ohlin ha dato il nome, insieme a Eli Heckscher, a un modello matematico riguardante il commercio internazionale, il modello di Heckscher-Ohlin, e ad uno dei teoremi derivanti da questo modello, il teorema di Heckscher-Ohlin.

## Biografia
Bertil Ohlin è cresciuto a Klippan, contea di Skåne, con sette fratelli; suo padre Elis era un funzionario pubblico e ufficiale giudiziario, sua madre, Ingebor, lo inflenzò con le sue opinioni liberali di sinistra sulla società, con la partnership nordica e Karl Staaff come modello. 
La carriera universitaria di Ohlin lo vede ricevere il Bachelor of Arts nel 1917 all'Università di Lund, il Master of Arts ad Harvard nel 1923 e il Ph. D. presso l'Università di Stoccolma, nel 1924. Nel 1925 divenne professore all'Università di Copenaghen. Nel 1929 si rese protagonista di un dibattito con John Maynard Keynes, nel quale contraddiceva le opinioni dell'economista di Cambridge sulle conseguenze che le riparazioni di guerra imposte alla Germania dopo la prima guerra mondiale avrebbero avuto. Keynes sosteneva che l'eccessivo debito avrebbe condotto ad una nuova guerra, mentre Ohlin pensava che la Germania potesse ripagarlo.
Nel 1930 succedette a Eli Heckscher, suo docente, nel ruolo di professore di economia alla Scuola di Economia di Stoccolma. Nel 1933 pubblicò un'opera che lo avrebbe reso celebre, Interregional and International Trade. In questo lavoro, Ohlin sviluppò una teoria economica del commercio internazionale, basata sulle precedenti ricerche di Heckscher e sulla sua tesi di dottorato. Il modello, conosciuto come modello di Heckscher-Ohlin, rappresentò uno spartiacque nella storia dell'economia internazionale, perché mostrava come i vantaggi comparati potessero essere legati alle caratteristiche proprie del lavoro e del capitale di un paese, e come queste potessero cambiare nel tempo. Il modello sarebbe stato utilizzato come base per future ricerche sugli effetti della protezione dei salari reali. Lo stesso Ohlin fece derivare dal modello il teorema di Heckscher-Ohlin, secondo il quale le economie dei vari paesi tendono a specializzarsi in quelle produzioni più adatte a sfruttare le risorse nazionali in modo efficiente.
Nel 1937, Ohlin trascorse sei mesi all'Università della California, Berkeley, come visiting professor. Lavorò anche come esperto esterno per l'Organizzazione Economica e Finanziaria della Società delle Nazioni, insieme a Oskar Morgenstern e Jacques Rueff, sostenendo il lavoro dell'EFO sulle depressioni economiche alla fine degli anni '30. In seguito, Ohlin e altri membri della Scuola di Stoccolma estesero l'analisi economica di Knut Wicksell, dando vita a una teoria macroeconomica che anticipava quella keynesiana.
Ohlin fu leader del partito liberale Partito Popolare Liberale dal 1944 al 1967, il principale partito di opposizione ai governi socialdemocratici dell'epoca, e dal 1944 al 1945 fu Ministro del Commercio e dell'Industria nel governo di guerra. Sua figlia Anne Wibble, rappresentante dello stesso partito, è stata ministro delle Finanze dal 1991 al 1994.

## Teorema di Heckscher-Ohlin

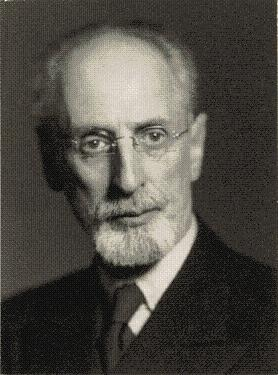
Eli Heckscher, docente di Ohlin

Nel 1933, Ohlin pubblicò Commercio interregionale e internazionale. vi costruì una teoria economica del commercio internazionale a partire da precedenti lavori di Heckscher e dalla sua tesi di dottorato. Ora è noto come modello di Heckscher-Ohlin, uno dei modelli standard che gli economisti usano per discutere la teoria del commercio.
Il modello è stato un passo avanti perché ha mostrato come il vantaggio comparato possa essere correlato alle caratteristiche generali del capitale e del lavoro di un paese e come tali caratteristiche possano cambiare nel tempo. Il modello ha fornito una base per il lavoro successivo sugli effetti della protezione sui salari reali ed è stato fruttuoso nel produrre previsioni e analisi; Ohlin stesso usò il modello per derivare il teorema di Heckscher-Ohlin, che prevede che i paesi ricchi di capitale esportino beni ad alta intensità di capitale, mentre i paesi ricchi di manodopera esportano beni ad alta intensità di lavoro.

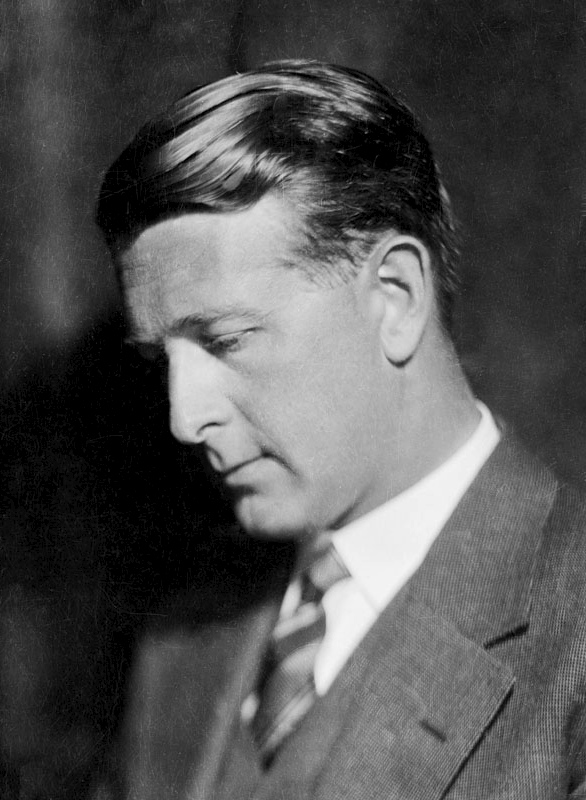
Bertil Ohlin nel 1930 circa

Il teorema di Heckscher-Ohlin, che si conclude con il l commercio internazionale, afferma: "Il commercio tra i paesi è in proporzione alle loro quantità relative di capitale e lavoro. Nei paesi con abbondanza di capitale, i tassi salariali tendono ad essere elevati. Pertanto, i prodotti ad alta intensità di manodopera, ad esempio i tessuti, l'elettronica semplice, ecc., sono più costosi da produrre internamente. Al contrario, i prodotti ad alta intensità di capitale, ad esempio automobili, prodotti chimici, ecc., sono meno costosi da produrre internamente. I paesi con grandi quantità di capitale esporteranno prodotti ad alta intensità di capitale e importeranno prodotti ad alta intensità di lavoro con i proventi. I paesi con un'elevata quantità di manodopera faranno il contrario".
Devono essere soddisfatte le seguenti condizioni:
- I principali fattori di produzione, vale a dire il lavoro e il capitale, non sono disponibili nella stessa proporzione in entrambi i paesi.
- I due beni prodotti richiedono più capitale o più lavoro.
- Lavoro e capitale non si muovono tra i due paesi.
- Non ci sono costi associati al trasporto della merce tra i paesi.
- I cittadini dei due paesi commerciali hanno le stesse esigenze.

La teoria non dipende dalla quantità totale di capitale o lavoro, ma dalla quantità per lavoratore. Ciò consente ai piccoli paesi di commerciare con i grandi paesi specializzandosi nella produzione di prodotti che utilizzano i fattori che sono più disponibili rispetto al loro partner commerciale. L'assunto chiave è che il capitale e il lavoro non sono disponibili nelle stesse proporzioni nei due paesi. Ciò porta alla specializzazione, che a sua volta va a vantaggio del benessere economico del paese. Maggiore è la differenza tra i due paesi, maggiore è il guadagno derivante dalla specializzazione.
Wassily Leontief fece uno studio della teoria che sembrò invalidarla. Ha notato che gli Stati Uniti avevano molto capitale. Pertanto, dovrebbero esportare prodotti ad alta intensità di capitale e importare prodotti ad alta intensità di lavoro. Invece, scoprì che esportavano prodotti che utilizzavano più manodopera di quelli che importava. Questa scoperta è nota come il paradosso di Leontief.

## Opere

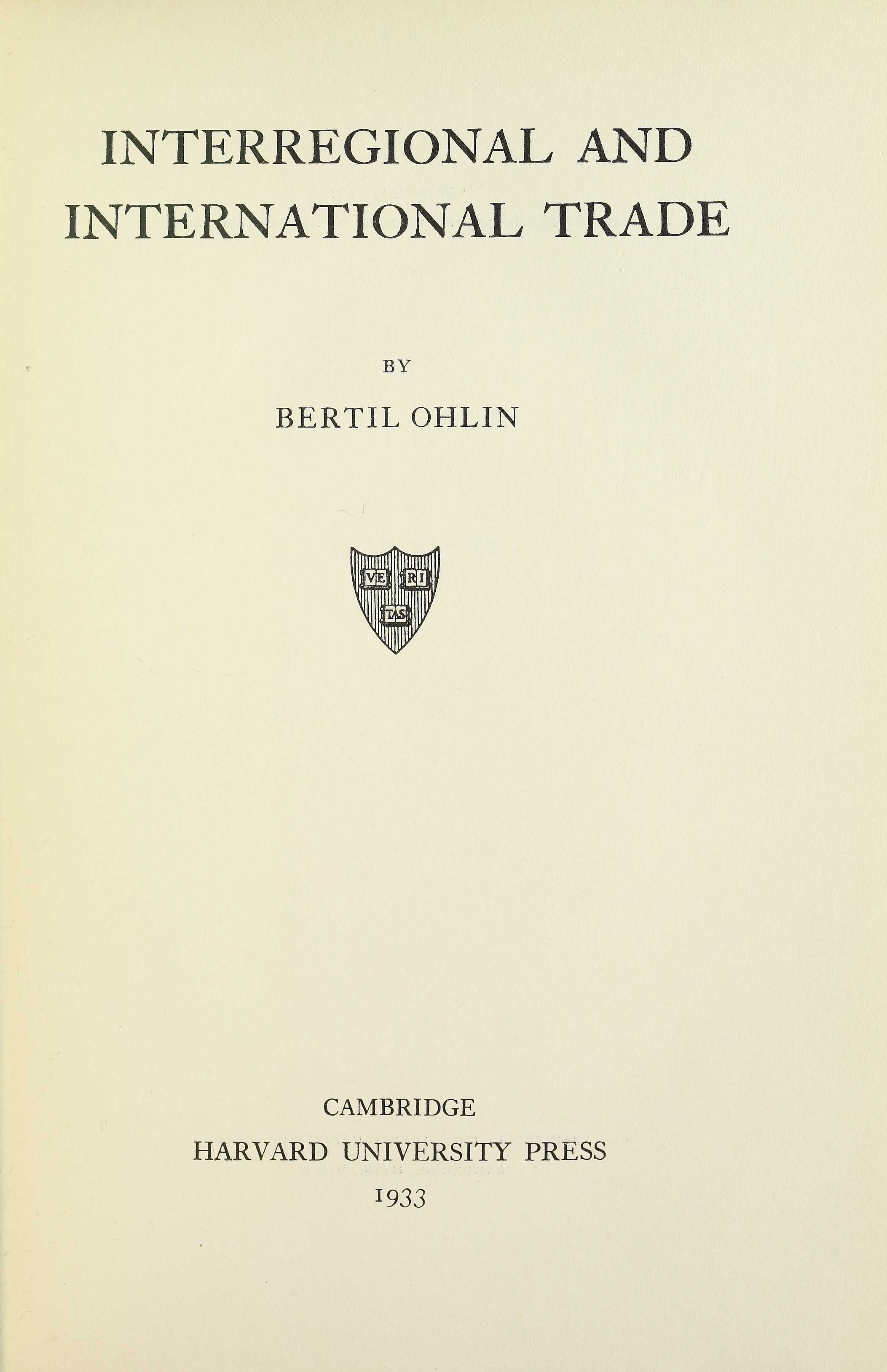
Interregional and international trade, 1933

- Transfer Difficulties, Real and Imagined in Economic Journal, 37 Mar., 1929.
- The German Reparations Problem, 1930.
- *  Interregional and international trade, Harvard economic studies 39, Cambridge, University Press Harvard, 1933. URL consultato il 13 luglio 2015.
- Penningpolitik, offentliga arbeten, subventioner och tullar som medel mot arbetslöshet, Stockholm, Kungl. Boktryckeriet, P.A. Norstedt, 1934.
- Mechanisms and Objectives of Exchange Controls, in The American Economic Review, Mar., 1937, vol. 27, no. 1, p. 141-150.
- Some Notes on the Stockholm Theory of Saving and Investment, 2 parti, in Economic Journal, Mar., 53–69 e Giu., 221–240, 1937.
- The problem of employment stabilization, New York, Columbia University Press, 1949.
- Liberal utmaning, Stockholm, Bokförlaget Folk och samhälle, Seelig, 1963.